# 希克洛什区
希克洛什区（匈牙利語：Siklósi járás），是匈牙利巴兰尼亚州的一个区，总面积652.99平方公里，总人口35,929人（2011年），人口密度55人/平方公里。中心城市为希克洛什。

## 市镇
希克洛什区包含3个城镇、一个大村和49个村庄。